# Гексахлороплатинат(IV) рубидия
Гексахлороплатина́т(IV) руби́дия — неорганическое соединение, 
комплексное соединение хлоридов металлов рубидия и платины 
с формулой Rb2[PtCl6], 
жёлтые кристаллы,
не растворяется в воде.

## Получение
- Обменная реакция гексахлороплатината(IV) калия и хлорида рубидия:

{\displaystyle {\mathsf {K_{2}[PtCl_{6}]+2RbCl\ {\xrightarrow {}}\ Rb_{2}[PtCl_{6}]\downarrow +2KCl}}}

## Физические свойства
Гексахлороплатинат(IV) рубидия образует жёлтые кристаллы
кубической сингонии,
пространственная группа F m3m,
параметры ячейки a = 0,9904 нм, Z = 4
Не растворяется в воде, этаноле .

## Применение
- Используется в количественном определении рубидия.